# Epomops
Epomops (Gray, 1870) è un genere di pipistrello della famiglia degli Pteropodidi. 

## Descrizione

### Dimensioni
Al genere Epomops appartengono pipistrelli di medie dimensioni con la lunghezza dell'avambraccio tra 77 e 102 mm e un peso fino a 190 g.

### Caratteristiche craniche e dentarie
Il cranio presenta un rostro assottigliato anteriormente, una scatola cranica bassa e rotonda e un palato ampio. Gli incisivi inferiori sono bicuspidati. Sono presenti da 3 a 5 creste palatali inter-dentali spesse più altre più sottili.
Sono caratterizzati dalla seguente formula dentaria:

### Aspetto
La pelliccia è corta. Le parti dorsali sono marroni mentre quelle ventrali sono più chiare, talvolta con l'addome bianco. I maschi hanno dei caratteristici ciuffi di peli bianchi sulle spalle, intorno ad una sacca ghiandolare situata all'interno di una tasca cutanea. Il muso è lungo, largo, le labbra e le guance sono fortemente espansibili. Gli occhi sono grandi. Le orecchie sono relativamente corte e hanno le caratteristiche macchie bianche alla loro base anteriore e posteriore. La coda è rudimentale, talvolta formata da due vertebre soltanto, l'uropatagio è ridotto ad una sottile membrana lungo la parte interna degli arti inferiori, il calcar è ben sviluppato. Nei maschi la laringe, l'osso ioide e le corde vocali sono modificati e adattati per emettere suoni potenti, similmente a H.monstrosus.

## Distribuzione
Il genere è diffuso nell'Africa subsahariana.

## Tassonomia
Il genere comprende tre specie.
- Sono presenti 3 creste palatali spesse.
  - Epomops buettikoferi
  - Epomops franqueti
- Sono presenti 5 creste palatali spesse e 3-4 più sottili.
  - Epomops dobsoni